# Dystaenia
Dystaenia är ett släkte i familjen flockblommiga växter.
Släktet omfattar två arter, Dystaenia ibukiensis och Dystaenia takeshimana, som återfinns i Japan och på Koreahalvön.